# 63 (getal)
63 (drieënzestig) is het natuurlijke getal volgend op 62 en voorafgaand aan 64.

## In de wiskunde
Drieënzestig is een Harshadgetal. 

Het is getal van de vorm 2n - 1 (met n=6), maar het is geen Mersenne priemgetal omdat 63 geen priemgetal is. 
Toepassen van {\displaystyle a^{2}-b^{2}=(a-b)(a+b)} met a=23 en b=1 levert op dat
{\displaystyle 63=2^{6}-1=(2^{3}-1)(2^{3}+1)=7\cdot 9}

## Levensloop
Lange tijd geloofde men dat de leeftijd van 63 een zeer kritieke leeftijd was. Volgens die overtuiging was er ieder 7e en 9e jaar van een mensenleven van betekenis. Deze getallen zijn zelfs terug te vinden in wetgeving. Zo gold bijvoorbeeld de leeftijd van 21 (= 3 × 7) lang als de leeftijd waarop men volwassen werd. Dit is nu teruggebracht tot 18 (en dat is weer 2 × 9).
Als dat zo was, redeneerde men verder, dan was de leeftijd van 63 (= 7 × 9) wel bijzonder kritiek. Men was ervan overtuigd dat men voor (op tijdens) zijn 63ste zijn komen te overlijden. Wie het jaar dus overleefde, behoorde tot de zeer sterken en kon met gemak 80 worden.
Niet voor niets telt het ganzenbord 63 velden. Wie daar als eerste komt is dus winnaar.

## Overig
63 is ook:
- Het jaar A.D. 63 en 1963.
- Het atoomnummer van het scheikundige element Europium (Eu).
- Het landnummer voor internationale telefoongesprekken naar de Filipijnen.